# Mercedes-Benz W 02
Der Mercedes-Benz W 02 wurde zur Berliner Automobil-Ausstellung im Oktober 1926 vorgestellt. Der Mittelklassewagen konventioneller Bauart mit Zweiliter-Motor und ohne technische Besonderheiten war zusammen mit dem nicht in Serie gebauten 1,4-Liter-Typ W 01 und dem Dreiliter-Typ W 03 von Ferdinand Porsche konstruiert worden.

## Mercedes-Benz 8/38 PS (1926–1928)
Der Wagen, der werksseitig als Fahrgestell, viertüriger Tourenwagen, zwei- und viertürige Limousine, drei- oder viersitziges Cabriolet mit zwei Türen, Droschken-Landaulet und schließlich auch als Sport-Zweisitzer erhältlich war, hieß zunächst Mercedes-Benz 8/38 PS. Sein seitengesteuerter Sechszylinder-Reihenmotor mit 1988 cm³ Hubraum leistete 38 PS (28 kW) und beschleunigte das Fahrzeug auf bis zu 75 km/h. Das Fahrwerk entsprach der zu der Zeit üblichen Standardbauweise mit Hinterradantrieb und Starrachsen mit Längsblattfedern. Der Wagen ist mit Gestängebremsen für alle vier Räder ausgestattet.
Ab 1927 war auch ein Mercedes-Benz Lieferwagen L 3/4 erhältlich. Er wurde als Pritsche, Kastenwagen oder Omnibus mit zehn Sitzen gebaut und fährt maximal 60 km/h schnell.
Die Preispolitik für diese Wagen war gründlich misslungen: Zuerst waren die Preise viel zu hoch, dann senkte man sie um 500 bis 1000 ℛℳ, was das Gerücht nährte, das Modell würde bald eingestellt und nun ausverkauft. Zudem waren die Wagen mit zahlreichen Kinderkrankheiten behaftet. In der Folge der so entstehenden Streitigkeiten verließ Ferdinand Porsche die Daimler-Benz AG.

### Technische Daten

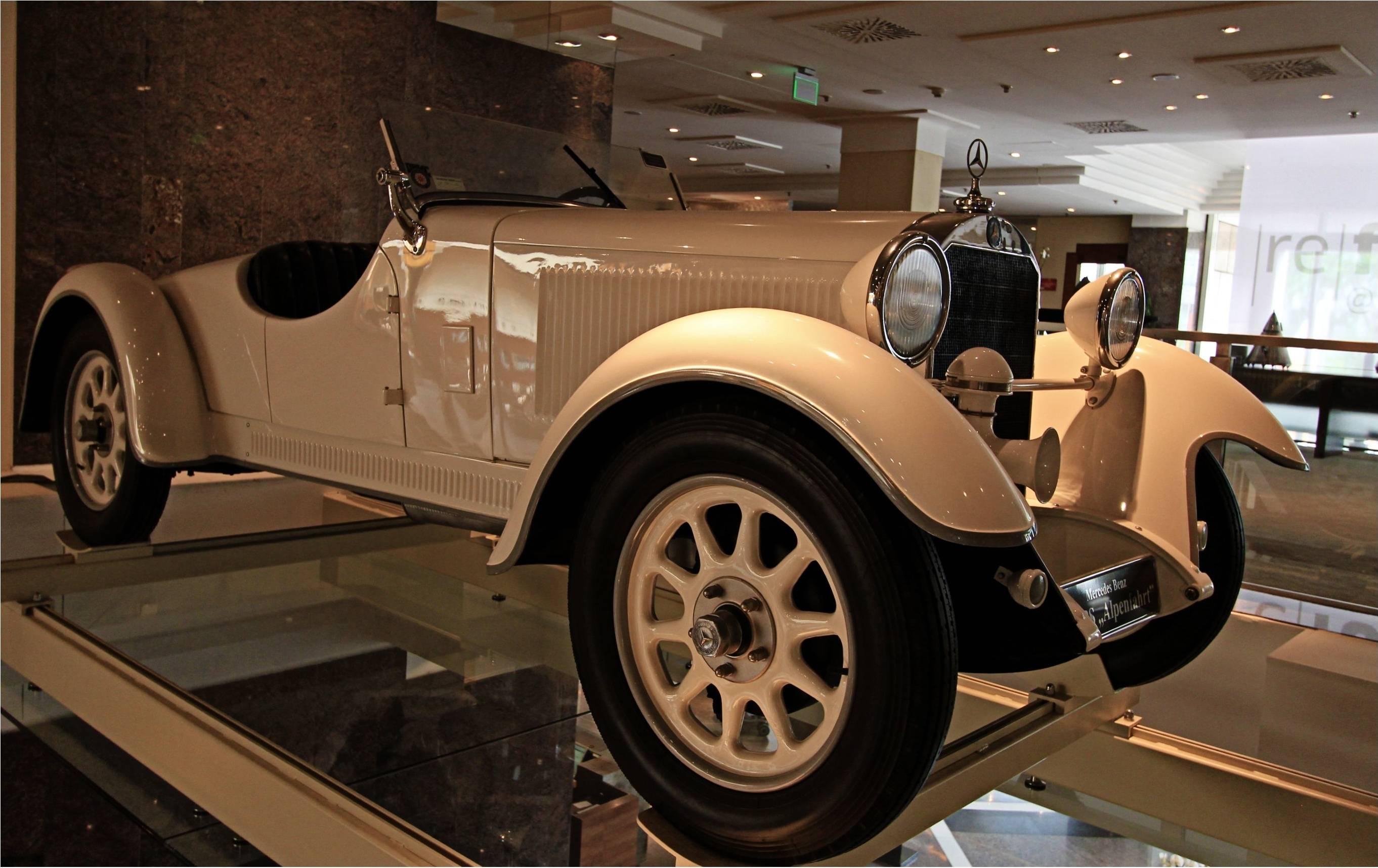
Mercedes-Benz 8/38 PS Typ Stuttgart 200 Roadster (1929)

|                                | Mercedes-Benz 8/38 PS | Mercedes-Benz L 3/4                                                       |
| ------------------------------ | --- | ------------------------------------------------------------------------- |
| Motor                          | 6-Zylinder-Reihenmotor, vorne längs | 6-Zylinder-Reihenmotor, vorne längs                                       |
| Arbeitsverfahren               | Viertakt-Otto | Viertakt-Otto                                                             |
| Motor-Typ                      | M 02 | M 02                                                                      |
| Hubraum                        | 1988 cm³ | 1988 cm³                                                                  |
| Bohrung × Hub                  | 65 × 100 mm | 65 × 100 mm                                                               |
| Verdichtungsverhältnis         | 5,0 : 1 | 5,0 : 1                                                                   |
| Leistung bei 1/min             | 28 kW (38 PS) bei 3400 | 28 kW (38 PS) bei 3400                                                    |
| Drehmoment bei 1/min           | 98 Nm bei 1400 | 98 Nm bei 1400                                                            |
| Gemischaufbereitung            | 1 Flachstromvergaser Zenith 30 HKG Modell TD | 1 Flachstromvergaser Zenith 30 HKG Modell TD                              |
| Ventilsteuerung                | 1 seitliche Nockenwelle, Antrieb über Stirnräder | 1 seitliche Nockenwelle, Antrieb über Stirnräder                          |
| Getriebe (serienmäßig)         | 3-Gang-Schaltgetriebe Hinterradantrieb | 3-Gang-Schaltgetriebe Hinterradantrieb                                    |
| Radaufhängung vorn             | Starrachse, Halbfedern | Starrachse, Halbfedern                                                    |
| Radaufhängung hinten           | Starrachse, Halbfedern | Starrachse, Halbfedern                                                    |
| Lenkung                        | Schraubenspindellenkung, links | Schraubenspindellenkung, links                                            |
| Spurweite vorn/hinten          | 1425/1425 mm | 1425/1425 mm                                                              |
| Radstand                       | 2810 mm | 3250 mm                                                                   |
| Abmessungen                    | 4060 × 1680 × 1800 mm | 4390 × 1730 × 1750 mm                                                     |
| Wendekreis                     | 12 m | 13 m                                                                      |
| Leergewicht                    | 1250 kg (Limousine) 1150 kg (Tourenwagen) | 1430 kg (Kastenwagen) 1200 kg (Pritschenwagen)                            |
| Zulässiges Gesamtgewicht       | 1850 kg | 2200 kg                                                                   |
| Höchstgeschwindigkeit          | 75 km/h | 60 km/h                                                                   |
| Kraftstoffverbrauch pro 100 km | 15 l | 16 l                                                                      |
| Preise (1928)                  | Fahrgestell: 6.000 RM Sport-Zweisitzer: 6.775 RM Tourenwagen: 7.100 RM Limousine (2-Türig): 7.600 RM Limousine (4-Türig): 7.950 RM Droschken-Landaulet: 8.500 RM Cabriolet A: 9.000 RM Cabriolet C: 9.500 RM | Fahrgestell: 6.600 RM Kastenwagen: 9.750 RM Omnibus (10 Sitze): 13.600 RM |

## Mercedes-Benz 8/38 PS Typ Stuttgart 200 (1928–1933)
Ab 1928 wurde der nun vom neuen Technischen Direktor Hans Nibel deutlich verbesserte Wagen als Mercedes-Benz 8/38 PS Typ Stuttgart 200 verkauft. Er wurde weiterhin als Fahrgestell, Tourenwagen, Limousine, Cabriolet und Sport-Zweisitzer angeboten. Es gab jetzt ein Viergang-Getriebe (mit Schnellgang 1:0,76), und die Höchstgeschwindigkeit stieg auf 80 km/h. Der Lieferwagen entfiel. Dafür gab es den Personenwagen wahlweise auch mit einem größeren Motor als Mercedes-Benz 10/50 PS Typ Stuttgart 260. Diesen Motor hatte auch der neue Lieferwagen.
Lange Zeit war dieses Modell das wichtigste von der Daimler-Benz AG angebotene Automobil. Erst 1933 wurde es durch den Mercedes-Benz W 21 abgelöst.

### Technische Daten
|                                | Mercedes-Benz 8/38 PS Typ Stuttgart 200                          | Mercedes-Benz 8/38 PS Typ Stuttgart 200                          |
| ------------------------------ | ---------------------------------------------------------------- | ---------------------------------------------------------------- |
| Motor                          | 6-Zylinder-Reihenmotor, vorne längs                              | 6-Zylinder-Reihenmotor, vorne längs                              |
| Arbeitsverfahren               | Viertakt-Otto                                                    | Viertakt-Otto                                                    |
| Motor-Typ                      | M 02                                                             | M 02                                                             |
| Hubraum                        | 1988 cm³                                                         | 1988 cm³                                                         |
| Bohrung × Hub                  | 65 × 100 mm                                                      | 65 × 100 mm                                                      |
| Verdichtungsverhältnis         | 5,6 : 1 6,2 : 1 (ab 1930)                                        | 5,6 : 1 6,2 : 1 (ab 1930)                                        |
| Leistung bei 1/min             | 28 kW (38 PS) bei 3400                                           | 28 kW (38 PS) bei 3400                                           |
| Drehmoment bei 1/min           | 104 Nm bei 1400                                                  | 104 Nm bei 1400                                                  |
| Gemischaufbereitung            | 1 Solex-Vergaser 30 MOHLT 1 Solex-Vergaser 30 BFLH (ab 1931)     | 1 Solex-Vergaser 30 MOHLT 1 Solex-Vergaser 30 BFLH (ab 1931)     |
| Ventilsteuerung                | 1 seitliche Nockenwelle, Antrieb über Stirnräder                 | 1 seitliche Nockenwelle, Antrieb über Stirnräder                 |
| Getriebe (serienmäßig)         | 3-Gang-Schaltgetriebe mit Schnellgang (ab 1930) Hinterradantrieb | 3-Gang-Schaltgetriebe mit Schnellgang (ab 1930) Hinterradantrieb |
| Radaufhängung vorn             | Starrachse, Halbfedern                                           | Starrachse, Halbfedern                                           |
| Radaufhängung hinten           | Starrachse, Halbfedern                                           | Starrachse, Halbfedern                                           |
| Lenkung                        | Schraubenspindellenkung, links                                   | Schraubenspindellenkung, links                                   |
| Spurweite vorn/hinten          | 1425/1425 mm                                                     | 1425/1425 mm                                                     |
| Radstand                       | 2810 mm                                                          | 2810 mm                                                          |
| Abmessungen                    | 4060 × 1680 × 1800 mm                                            | 4060 × 1680 × 1800 mm                                            |
| Wendekreis                     | 12 m                                                             | 12 m                                                             |
| Leergewicht                    | 1300 kg (Limousine) 1180 kg (Tourenwagen) 1350 kg (Cabriolet)    | 1300 kg (Limousine) 1180 kg (Tourenwagen) 1350 kg (Cabriolet)    |
| Zulässiges Gesamtgewicht       | 1850 kg                                                          | 1850 kg                                                          |
| Höchstgeschwindigkeit          | 80 km/h                                                          | 80 km/h                                                          |
| Kraftstoffverbrauch pro 100 km | 15 l                                                             | 15 l                                                             |
| Preise 1929                    | Ausführung                                                       | Preis                                                            |
| Preise 1929                    | Fahrgestell                                                      | 5.880 RM                                                         |
| Preise 1929                    | Limousine (4-Türig)                                              | 6.880 RM                                                         |
| Preise 1929                    | Tourenwagen                                                      | 6.800 RM                                                         |
| Preise 1929                    | Cabriolet NC                                                     | 7.250 RM (1930)                                                  |
| Preise 1929                    | Spezial-Ausführung                                               |                                                                  |
| Preise 1929                    | Limousine (4-Türig)                                              | 7.100 RM                                                         |
| Preise 1929                    | Tourenwagen                                                      | 7.000 RM                                                         |
| Preise 1929                    | Sport-Zweisitzer                                                 | 6.700 RM                                                         |
| Preise 1929                    | Cabriolet A                                                      | 8.250 RM                                                         |
| Preise 1929                    | Cabriolet B                                                      | 8.500 RM                                                         |
| Preise 1929                    | Cabriolet C                                                      | 9.300 RM                                                         |

## Bauzeiten und Stückzahlen
|           | Typ 8/38 PS | Typ L 3/4 | 8/38 PS Typ Stuttgart 200       |
| --------- | ----------- | --------- | ------------------------------- |
| Bauzeit   | 1926–1928   | 1927–1928 | 1928–1933 (Kübelwagen bis 1936) |
| Stückzahl | 9105        | 105       | 6452                            |